# 吕根岛贝尔根
吕根岛贝尔根（德語：Bergen auf Rügen，發音：[ˈbɛʁɡn̩ aʊf ˈʁyːɡn̩]）是德国梅克伦堡-前波美拉尼亚州前波美拉尼亚-吕根县的城市，曾是吕根县的县治，面积51.49平方千米，2023年12月31日人口为13,650人。